# Massoias Dickschwanzbeutelratte

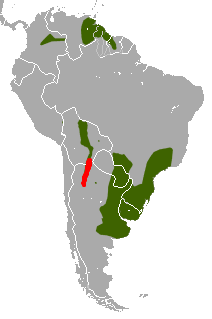
Rot – das Verbreitungsgebiet von Massoias Dickschwanzbeutelratte, grün – das der gewöhnlichen Dickschwanzbeutelratte

Massoias Dickschwanzbeutelratte (Lutreolina massoia) ist eine Beutelsäugerart aus der Familie der Beutelratten (Didelphidae), die in den Bergwäldern der Yungas im Süden Boliviens (Departamentos Chuquisaca und Tarija) und im angrenzenden Argentinien vorkommt. Die Art wurde erst im Jahr 2014 beschrieben und zu Ehren von Elio Massoia (1936–2001) benannt, einem Autor, der zahlreiche Beiträge zur Diversität südamerikanischer Säugetiere verfasste und dem es im Jahr 1973 als erstem auffiel, dass sich die Dickschwanzbeutelratten der Yungas von den gewöhnlichen Dickschwanzbeutelratten (Lutreolina crassicaudata) unterscheiden.

## Beschreibung
Die Tiere erreichen eine Kopfrumpflänge von 19 bis 24 Zentimetern, eine Schwanzlänge von 21 bis 25,5 Zentimeter und ein Gewicht von etwa 280 Gramm und sind damit deutlich kleiner als ihre Schwesterart, die Dickschwanzbeutelratte (L. crassicaudata). Das kurze Fell ist einfarbig olivbraun. Ein dunkler Rückenstreifen, abgesetzte Augenringe oder sonstige Markierungen fehlen. Die Wangen, die Kehle, Brust und Bauch sind zimtfarben bis orange. Die Beine sind kurz und stämmig. Der Schwanz ist dick und genau so lang wie der Körper. Das erste Drittel hat die gleiche Farbe wie der Körper. Die Schwanzmitte ist rußig schwarz, das letzte Drittel ist gelblich bis orange. Die Ohren sind kurz, rund, von brauner Farbe und nur wenig behaart.

## Lebensweise
Massoias Dickschwanzbeutelratte lebt in Höhen von 400 bis 2000 Metern in Bergwäldern mit dichtem Unterholz, in Marschen und Sümpfen, immer in der Nähe von offenen Gewässern. Sie ernährt sich von kleinen Säugern, Fisch, Wirbellosen, Vogeleiern und Früchten. Über ihre Fortpflanzung ist bisher nichts bekannt. Massoias Dickschwanzbeutelratte kann gut klettern und schwimmen. Wahrscheinlich sind die Tiere nacht- oder dämmerungsaktiv.

## Gefährdung
Massoias Dickschwanzbeutelratte lebt ausschließlich in den Yungas, einem 56.000 km² großen Bergwaldgebiet, das zunehmend fragmentiert wird und immer mehr unter Nutzung durch den Menschen leidet. Die Tiere sind jedoch noch relativ zahlreich. In Argentinien kommt sie in den Nationalparks Baritú, Calilegua und El Rey sowie in einigen anderen Schutzgebieten vor.